# Draconarius trinus
Draconarius trinus är en spindelart som beskrevs av Wang och Jäger 2007. Draconarius trinus ingår i släktet Draconarius och familjen mörkerspindlar. Inga underarter finns listade i Catalogue of Life.